# Peștere (okręg Bihor)
Peștere – wieś w Rumunii, w okręgu Bihor, w gminie Aștileu. W 2011 roku liczyła 823
mieszkańców.